# Golden Sun: L'era perduta
Golden Sun: L'era perduta (黄金の太陽 失われし時代?, Ōgon no Taiyō Ushinawareshi Jidai) è un videogioco di ruolo del 2002 sviluppato da Camelot Software Planning e pubblicato da Nintendo per Game Boy Advance. Seguito di Golden Sun, il gioco è stato successivamente distribuito per Wii U tramite Virtual Console. Entrambi i titoli sono stati inclusi nel pacchetto aggiuntivo di Nintendo Switch Online.

## Trama

### Prologo
Come per Golden Sun, L'era perduta ha come protagonista l'alchimia e i suoi quattro elementi (Acqua, Aria, Fuoco e Terra), che reggono l'equilibrio del mondo. All'inizio del primo episodio due ladri, Saturos e Adexia, penetrarono nel Tempio di Sol, da cui rubarono gli Astri Elementali, contenenti il potere degli elementi, con cui avrebbero voluto accendere i Fari Elementali e scatenare l'inferno sul mondo, e rapirono Jenna e Kraden il Dotto. Due giovani ragazzi, Isaac, adepto della Terra, e Garet, del Fuoco, furono incaricati di recuperarli: nel corso della loro avventura si allearono a Ivan, in grado di controllare il vento, e a Mia, curatrice con i poteri dell'Acqua. Nonostante tutti i loro sforzi, non riuscirono ad impedire ai ladri di accendere i Fari di Mercurio e di Venere: alla sommità di quest'ultimo però, riuscirono a sconfiggere Saturos e Adexia. Però Felix, fratello di Jenna e misteriosamente alleato ai ladri, riuscì a scappare giurando di accendere i rimanenti Fari di Giove e di Marte.

### L'era perduta
Questo secondo episodio si apre sul Faro di Venere, poco prima che sia acceso: Felix, preoccupato per Sara, un'Adepta di Vento che Saturos e Adexia avevano rapito, decide di tornare sulla Cima del Faro, raccomandando a Jenna e Kraden di lasciare il Faro e mettersi in salvo. L'accensione del Faro di Venere però, causa un forte terremoto che divide la penisola su cui si erano rifugiati Jenna e Kraden dalla terraferma, facendola andare alla deriva: vengono inoltre trovati i corpi, apparentemente senza vita, di Sara e Felix, che si era buttato in mare per evitare che lei affogasse, sbalzata giù dal Faro a causa di una scossa.
Andando alla deriva, l'isola incontra uno tsunami, che la sposta, attaccandola al continente dell'Indra: da cui inizierà la vera e propria avventura alla ricerca dei Fari di Giove e di Marte, con il gruppo formato da Felix, Jenna, Sara e, in seguito, l'Adepto d'Acqua lemuriano Piers, che porterà i protagonisti alla conoscenza di nuovi personaggi, nuove sottotrame, come quella di Lemuria, accennata nel primo episodio da Lord Babi, e soprattutto nuovi nemici: Karst e Agatio, dello stesso Clan di e che prenderanno il posto di Saturos e Adexia come "antagonisti", che cercheranno vendetta contro Isaac per aver ucciso Saturos e Adexia.
Soprattutto, con lo scorrere della trama, i protagonisti scopriranno un concetto che è all'opposto di quello per cui Isaac combatteva in Golden Sun: e cioè che se i Fari non verranno tutti accesi, il mondo seccherà progressivamente e perirà, per l'assenza dell'Alchimia, come se fosse una cosa vivente e avesse bisogno di nutrimento.
Inoltre, si verrà a conoscenza nel corso della storia, che Isaac e i suoi compagni, sono in cerca di Felix e il gruppo, per fermarli nel loro intento di accendere i Fari: proprio su uno di questi, sul Faro di Giove, Karst e Agatio, intrappoleranno Garet e Mia, forzando Isaac e Ivan a combatterli, che verranno in pochi turni sconfitti. Proprio mentre stanno per ucciderli, Felix fermerà i due, salvando Isaac e i compagni. Dopo l'accensione del Faro di Giove, si svolgerà tra i due gruppi un'epica conversazione, al termine della quale Isaac capirà che se i Fari non verranno accesi, il mondo si sgretolerà fino alla morte: allora i due gruppi si uniranno per l'ultimo, finale Faro, permettendo al giocatore di controllare tutti e otto i personaggi, Isaac, Garet, Ivan, Mia, Felix, Jenna, Sara e Piers.

## Personaggi
Il protagonista del secondo Golden Sun è Felix, come Isaac Adepto di Terra, che in Golden Sun svolgeva il ruolo di un antagonista, poiché alleato di Saturos e Adexia nell'intento di accendere i Fari, che durante tutto il gioco Isaac vuole evitare ad ogni costo. Questo secondo gioco però, si svolge sotto la prospettiva di Felix, rivelando il perché era alleato di Saturos e Adexia: i due infatti, durante la tempesta nel paese natale di Vale, il paese natale di Felix, Jenna, Isaac e Garet, avevano salvato lui, i genitori suoi e di Jenna e il padre di Isaac, creduti morti e persi nelle acque, costringendo Felix ad aiutarli se voleva liberare gli ostaggi. Durante il gioco, Felix vuole evitare di affrontare Isaac e Garet, sapendo di aver tradito il proprio paese e che, se si fossero incontrati, avrebbero finito col combattere, cosa che Jenna, amica d'infanzia di Isaac e Garet, voleva evitare ad ogni costo.
Jenna è la sorella di Felix e l'Adepta di Marte principale nel secondo gioco, come lo era Garet nel primo. È un'amica di infanzia di Isaac e Garet, con il quale vorrebbe riconciliarsi e teme in ogni modo che i due gruppi possano scontrarsi.
Sara è una giovane di Lalivero, Adepta di Vento, per il quale viene rapita da Saturos e Adexia, che avrebbero avuto bisogno di un Adepto di Giove per aprire il Faro di Giove. In cambio del Bastone Sciamanico, necessario per aprire il Faro, Felix promette a Isaac che proteggerà Sara: infatti quando ella cade dal Faro di Venere, lui si butta in mare per salvarla e da qui
Sara farà parte del gruppo come principale Adepta di Vento, come è stato Ivan nel primo gioco. Uno dei misteri che riguardano questo gioco ha protagonista proprio Sara: gli abitanti di Lalivero infatti, sostengono che "Sara sia arrivata a Lalivero un giorno come una stella cadente, aprendo una voragine nelle rovine della città, non facendosi alcun graffio". Sara, nonostante sia stata allevata dal sindaco di Lalivero Faran, è alla costante ricerca dei suoi genitori, ed è convinta che saprà qualche notizia all'arrivo sul Faro di Giove.
Piers è un Adepto d'Acqua proveniente da Lemuria, una terra inaccessibile al centro dei mari: durante uno tsunami, Piers fu sbalzato fuori da Lemuria con la sua nave e, trovato senza sensi dagli abitanti di Madra, una città dell'Indra, appena saccheggiata dai pirati, fu accusato di essere un brigante e incarcerato. Saranno proprio Felix, Jenna e Sara che, lo libereranno, convincendo i Madrani che lui non è uno di loro. Piers, in segno di gratitudine ma non solo, si allea a Felix, portandolo a Lemuria e mostrando le sue vere ragioni: Piers infatti fu mandato dal Re Hydros fuori da Lemuria, le cui leggi impediscono di uscirne, per verificare le sue teorie sul restringimento del mondo e del suo regresso. L'aspetto di Piers è quello di un ragazzo, ma siccome gli anni scorrono lentamente a Lemuria, ha forse il triplo degli anni che dimostra, tuttavia si rifiuta di rispondere quando Jenna e Sara gli chiedono la sua vera età.